# Clubiona producta
Clubiona producta är en spindelart som beskrevs av Forster 1979. Clubiona producta ingår i släktet Clubiona och familjen säckspindlar. Inga underarter finns listade i Catalogue of Life.